# Erzeparchie São João Batista em Curitiba
Die Erzeparchie São João Batista em Curitiba (lat. Archieparchia Sancti Ioannis Baptistae Curitibensis Ucrainorum) ist eine mit Rom unierte Erzeparchie der Ukrainisch Griechisch-Katholischen Kirche in Brasilien.

## Bistumsgeschichte
Angehörige der  Ordensgemeinschaft der Basilianer des hl. Josaphat errichteten 1897 die erste Missionsstation in Brasilien. Zwischen 1931 und 1948 entwickelte sich diese Ordenseinrichtung bis zur Ordensprovinz St. Joseph in Brasilien. Der Erzbischof von São Sebastião do Rio de Janeiro Jaime Kardinal de Barros Câmara wurde 1952 von Papst Pius XII. zum Apostolischen Visitator für die Ukrainische Griechisch-Katholische Kirche in Brasilien ernannt. Im Jahr 1958 wurde José Romão Martenetz OSBM zum Weihbischof für die Gläubigen der Ukrainischen Griechisch-Katholischen Kirche in Brasilien eingesetzt.
Die heutige Eparchie São João Batista em Curitiba (Eparchie Hl. Johannes der Täufer) entstammt kirchenrechtlich-territorial aus dem Apostolischen Exarchat, das für die unierten Ukrainer in Brasilien am 30. Mai 1962 gegründet wurde. Die Erhebung zur Eparchie erfolgte am 29. November 1971. Der Hauptsitz der Eparchie befindet sich in Curitiba, der Hauptstadt des brasilianischen Bundesstaates Paraná.
Papst Franziskus erhob die Eparchie am 12. Mai 2014 in den Rang einer Erzeparchie und eines Metropolitansitzes. Gleichzeitig gab sie Gebietsanteile zur Gründung der Eparchie Imaculada Conceição in Prudentópolis ab. Diese erhielt den bisherigen Weihbischof Meron Mazur OSBM als ersten Bischof und wurde der neuen Erzeparchie als Suffragan unterstellt.

## Ordinarien
- José Romão Martenetz, OSBM (1971–1978)
- Efraím Basílio Krevey, OSBM (1978–2006)
- Valdomiro Koubetch, OSBM (seit 2006)

## Weihbischöfe
- Meron Mazur, OSBM (2005–2014)
- Daniel Kozelinski Netto, OSBM (2007–2016)

## Statistik
| Jahr | Bevölkerung | Priester     | Priester           | Priester         | Priester               | Ständige Diakone | Ordensleute | Ordensleute | Pfarreien |
| Jahr | Katholiken  | Gesamtanzahl | Diözesan- priester | Ordens- priester | Katholiken je Priester | Ständige Diakone | männlich    | weiblich    |           |
| ---- | ----------- | ------------ | ------------------ | ---------------- | ---------------------- | ---------------- | ----------- | ----------- | --------- |
| 1966 | 99.000      | 46           | 9                  | 37               | 2.152                  |                  | 88          | 382         | 15        |
| 1968 | 95.000      | 44           | 8                  | 36               | 2.159                  |                  | 65          | 432         | 13        |
| 1976 | 136.213     | 49           | 9                  | 40               | 2.779                  | 1                | 63          | 323         | 17        |
| 1980 | 96.640      | 47           | 9                  | 38               | 2.056                  | 1                | 64          | 397         | 18        |
| 1990 | 130.000     | 62           | 15                 | 47               | 2.096                  | 1                | 88          | 453         | 21        |
| 1998 | 162.000     | 68           | 15                 | 53               | 2.382                  | 1                | 91          | 436         | 25        |
| 1999 | 162.000     | 68           | 15                 | 53               | 2.382                  | 1                | 91          | 436         | 25        |
| 2001 | 162.000     | 63           | 13                 | 50               | 2.571                  | 2                | 89          | 446         | 22        |
| 2002 | 161.500     | 67           | 15                 | 52               | 2.410                  | 2                | 89          | 458         | 22        |
| 2003 | 161.500     | 73           | 18                 | 55               | 2.212                  | 2                | 92          | 460         | 22        |
| 2004 | 161.500     | 77           | 20                 | 57               | 2.097                  | 2                | 96          | 456         | 23        |
| 2009 | 162.000     | 87           | 22                 | 65               | 1.862                  | 2                | 86          | 485         | 23        |
| 2010 | 85.000      | 47           | 21                 | 26               | 1.808                  | 2                | 39          | 170         | 26        |